# NK Mladost Repušnica
Nogometni klub Mladost hrvatski je nogometni klub iz mjesta Repušnica pokraj Kutine.
Trenutačno se natječe u 2. ŽNL Sisačko-moslavačkoj NS Kutina.

## Vanjske poveznice
- Profil, HNS Semafor